# Den lyserøde panter slår igen
Den lyserøde panter slår igen (originaltitel: The Pink Panther Strikes Again) er en film fra 1976, instrueret af Blake Edwards. Filmen er den fjerde i serien om Den lyserøde panter. Sangen "Come to me" blev nomineret til en Oscar for bedste sang.
Filmen blev efterfulgt af Den lyserøde panter ta'r hævn.

## Handling
Charles Dreyfus (Herbert Lom) er efter lang tids indlæggelse på en mentalafdeling ved at komme sig over sit had til  Inspector Clousseau (Peter Sellers). For at tage Dreyfus' fremskridt i eget øjesyn tager Clousseau på besøg hos Dreyfus. På få minutter lykkes det Clousseau at minde Dreyfus om, hvor meget han hader ham, så han får et slemt tilbagefald.
Da Dreyfus' udskrivelse går galt, vælger han at stikke af fra hospitalet. Han bortfører videnskabsmanden Hugo Fassbender (Richard Vernon) og hans datter (Briony McRoberts) og flytter ind på slot i Bayern. Her tvinger han Fassbender til at bygge et dommedagsvåben, som han vil bruge til at true verden med total ødelæggelse. Dreyfus eneste krav er, at Clousseau skal udleveres død eller levende (helst død). Verdenssamfundet tager Dreyfus' trussel alvorligt og sender en hel hær af lejemordere efter Clousseau, der må tage til Bayern og Oktoberfest for at stoppe Dreyfus.

## Medvirkende
- Peter Sellers – Inspector Jacques Clousseau
- Herbert Lom – Charles Dreyfus
- Richard Vernon – Hugo Fassebender
- Briony McRoberts – Margo Fassbender
- Lesley-Anne Down – Olga Bariosova
- Omar Sharif – "Ægypteren"
- Burt Kwouk – Cato Fong